# Barbadillo de Herreros
Barbadillo de Herreros è un comune spagnolo di 110 abitanti situato nella comunità autonoma di Castiglia e León.